# Upgrades (Zvezdna vrata SG-1)
Upgrades je naslov epizode znanstveno-fantastične serije Zvezdna vrata, v kateri bi Anise, nova Tok'ra odposlanka na Zemlji, rada, da štab zvezdnih vrat testira skrivnostno napravo, ki so jo našli med ruševinami nekega oddaljenega planeta. Anise verjame, da bi skrivnostna
naprava lahko bila močno orožje v boju proti Goa'uldom. Ker bi napravo rada preizkusila na ljudeh, se Carterjeva, O'Neill in Daniel javijo za poskusne zajčke. 